# Chetia gracilis
Espèce
Synonymes
- Serranochromis gracilis Greenwood, 1984

Statut de conservation UICN

 LC  : Préoccupation mineure